# Gilbert Kaplan
Gilbert Edmond Kaplan (ur. 3 marca 1941 w Nowym Jorku, zm. 1 stycznia 2016 tamże) – amerykański dyrygent, dziennikarz, przedsiębiorca. Jeden z najbardziej znanych interpretatorów II Symfonii Gustava Mahlera.

## Życiorys
Był synem krawca. Ukończył studia ekonomiczne i w 1967 założył magazyn Institutional Investor. W 1984 odsprzedał czasopismo z dużym zyskiem.
Interesował się twórczością Gustava Mahlera. Od 1981 jego nauczycielem był Charles Zachary Bornstein, absolwent Juilliard School. W 1982 wraz z American Symphony Orchestra wystąpił w Avery Fisher Hallz, gdzie wystawił własną interpretację II Symfonii Gustava Mahlera. Występ spotkał się z ogromnym zainteresowaniem i uznaniem. Od tego momentu rozpoczął światowej sławy karierę. Występował wspólnie z London Symphony Orchestra, NDR Symphony Orchestra, Bayerische Staatsoper, Prague Symphony Orchestra, Izraelską Orkiestrą Filharmoniczną, Filharmonią Petersburską i Melbourne Symphony. W 1996 jako pierwszy dyrygent amator został poproszony do poprowadzenia Festiwalu w Salzburgu.
Jego nagranie II Symfonii Mahlera w wykonaniu London Symphony Orchestra z 1987, zostało wybrane rok później przez New York Times jedną najlepszych z płyt roku.
Został wykładowcą Juilliard School. Przez cały okres twórczości popularyzował dzieła Gustava Mahlera.
Zmarł na raka 1 stycznia 2016.